# Listă de filme Bollywood din 1994
Aceasta este o listă de filme în limba hindi (Bollywood, industrie cu sediul în Mumbai) din 1994:

## 1994
| Titlu                           | Regizor                    | Distribuție | Gen                             |
| ------------------------------- | -------------------------- | --- | ------------------------------- |
| 1942: A Love Story              | Vidhu Vinod Chopra         | Anil Kapoor, Manisha Koirala, Jackie Shroff, Anupam Kher, Pran, Danny Denzongpa                                                                          | Romance, Social                 |
| Aa Gale Lag Jaa                 | Hamid Ali Khan             | Jugal Hansraj, Urmila Matondkar, Ajit, Ishrat Ali | Romance                         |
| Aag                             | K. Ravi Shankar            | Shilpa Shetty, Govinda, Sonali Bendre | Romance                         |
| Aag Andhi Aur Toofan            | Kanti Shah                 | |                                 |
| Aag Aur Chingari                | Kanti Shah                 | Asrani, Shakti Kapoor, Ravi Kishan |                                 |
| Aaja Re O Sajana                |                            | |                                 |
| Aaja Sanam                      |                            | |                                 |
| Aao Pyaar Karen                 | Ravendra Peepat            | Saif Ali Khan, Shilpa Shetty, Somy Ali | Drama, Romance                  |
| Aatish: Feel the Fire           | Sanjay Gupta               | Sanjay Dutt, Karisma Kapoor, Raveena Tandon |                                 |
| Ab To Aaja Saajan Mere          | Rakesh A. Nahata           | Arvind Joshi, Shalini Kapoor, Roma Manik | Drama, Romance                  |
| Amanaat                         | Raj N Sippy                | Sanjay Dutt, Heera Rajgopal, Akshay Kumar | Action, Adventure               |
| Andaz                           | David Dhawan               | Anil Kapoor, Juhi Chawla, Karisma Kapoor | Action, Comedy, Crime, Drama    |
| Andaz Apna Apna                 | Rajkumar Santoshi          | Aamir Khan, Salman Khan, Raveena Tandon, Karishma Kapoor, Paresh Rawal, Shakti Kapoor, Viju Khote                                                        | Comedy                          |
| Anjaam                          | Rahul Rawail               | Madhuri Dixit, Deepak Tijori, Shah Rukh Khan | Drama, Thriller                 |
| Anokha Premyudh                 |                            | Arun, Aruna Irani, Shakti Kapoor | Comedy, Drama, Family, Romance  |
| Anth                            | Sanjay Khanna              | Sunil Shetty, Somy Ali | Action                          |
| Aranyaka                        | Apurba Kishore Bir         | Mohan Gokhale, Sanjana Kapoor, Navni Parihar |                                 |
| Baali Umar Ko Salaam            | Vasant R. Patel            | Kamal Sadanah, Beena Banerjee, Tisca Chopra | Action, Comedy, Drama           |
| Bandit Queen                    | Shekhar Kapur              | Seema Biswas Nirmal Pandey | Biography, Social               |
| Beta Ho To Aisa                 | C.P. Dixit                 | Vikas Anand, Anuradha, Asrani |                                 |
| Betaaj Badshah                  | Iqbal Durrani              | Raaj Kumar, Shatrughan Sinha, Jay Mehta |                                 |
| Brahma                          | K. Subhash                 | Govinda, Madhoo, Ayesha Jhulka |                                 |
| Chaand Kaa Tukdaa               | Saawan Kumar               | Sridevi, Salman Khan | Action, Comedy, Drama           |
| Chauraha                        | Sadaqat Hussein            | Jeetendra, Jackie Shroff, Jayapradha |                                 |
| Cheetah                         | Harmesh Malhotra           | Mithun Chakraborty, Ashwini Bhave |                                 |
| Chhoti Bahoo                    | M.M. Baig                  | Vikas Anand, Beena Banerjee, Bindu | Drama, Family                   |
| Didi                            | Prakash Jha                | |                                 |
| Dilbar                          | B. Krishna Rao             | Mamta Kulkarni, Rishikesh Raj, Nawaz Khan | Drama, Romance, Family          |
| Dilwale                         |                            | Ajay Devgan, Sunil Shetty, Paresh Rawal, Raveena Tandon                                                                                                  | Romance                         |
| Do Fantoosh                     | Sikander Bharti, Veerendra | Sadashiv Amrapurkar, Vikas Anand, Ishita Babbar | Comedy                          |
| Droh Kaal                       |                            | Om Puri, Naseeruddin Shah, Mita Vasisht |                                 |
| Dulaara                         | Vimal Kumar                | Govinda, Karishma Kapoor Gulshan Grover | Thriller                        |
| Eena Meena Deeka                | David Dhawan               | Vinod Khanna, Rishi Kapoor, Juhi Chawla | Action, Crime, Comedy           |
| Ekka Raja Rani                  | Afzal Ahmad                | Vinod Khanna, Govinda, Ayesha Jhulka, Ashwini Bhave |                                 |
| Elaan                           |                            | Akshay Kumar, Madhoo |                                 |
| Ganga Aur Ranga                 | Joginder                   | Sahila Chaddha, Suresh Chatwal, Anita Chopra | Action                          |
| Gangster                        | Dev Anand                  | Mamta Kulkarni, Manu Gargi, Anita Ayoob | Action, Drama, Thriller         |
| Ghar Ki Izzat                   | Kalpataru                  | Jeetendra, Rishi Kapoor, Anita Raj | Comedy, Romance, Musical        |
| Gopalaa                         | Akash Jain                 | Bindu, Suresh Chatwal, Prem Chopra |                                 |
| Gopi Kishan                     | Mukesh Duggal              | Sunil Shetty, Karisma Kapoor, Shilpa Shirodkar | Action, Comedy, Crime, Drama    |
| Hanste Khelte                   | Bharat Rangachary          | Rahul Roy, Aparajita | Comedy, Drama                   |
| Hum Aapke Hain Koun..!          | Sooraj R. Barjatya         | Salman Khan, Madhuri Dixit, Alok Nath, Renuka Shahane, Reema Lagoo, Anupam Kher, Bindu                                                                   | Romance                         |
| Hum Hain Bemisaal               | Deepak Bahry               | Akshay Kumar, Sunil Shetty, Shilpa Shirodkar, Madhoo |                                 |
| Ikke Pe Ikka                    | Raj Sippy                  | Akshay Kumar, Shanti Priya, Prithvi | Action, Comedy                  |
| Insaaf Apne Lahoo Se            | Latif Khan                 | Shatrughan Sinha, Sanjay Dutt, Shekhar Suman | Action, Drama                   |
| Insaniyat                       | Tony Juneja                | Amitabh Bachchan, Sunny Deol, Raveena Tandon, Chunky Pandey, Jayaprada, Sonam, Anupam Kher, Prem Chopra, Alok Nath, Aftab Shivdasani, Vinod Mehra, Nutan | Action, Crime, Drama            |
| Ishq Mein Jeena Ishq Mein Marna | Miraq Mirza                | Divya Dutta, Brij Gopal, Shafi Inamdar | Romance                         |
| Jai Kishen                      |                            | Akshay Kumar, Ayesha Jhulka |                                 |
| Jai Maa Karwa Chauth            | Pradeep Pandit             | Master Ankit, Banjara, Kishore Anand Bhanushali | Drama, Fantasy, History         |
| Janam Se Pehle                  | B.R. Ishara                | Raj Babbar, Farha Naaz, Sumeet Saigal |                                 |
| Janta Ki Adalat                 | T.L.V. Prasad              | Sadashiv Amrapurkar, Asrani, Laxmikant Berde | Musical                         |
| Jazbaat                         | Anant Balani               | Suchitra Krishnamoorthi, Rohit Roy, Reema Lagoo | Romance                         |
| Juaari                          | Jagdish A. Sharma          | Dharmendra, Arman Kohli, Shilpa Shirodkar | Family                          |
| Karan                           | Shiv Kumar                 | Vindu Dara Singh, Prem Chopra, Trishna |                                 |
| Khudai                          | Johny Bakshi               | Rajesh Khanna, Madhavi, Deepika | Drama                           |
| Khuddar                         | Iqbal Durrani              | Govinda, Karishma Kapoor | Action                          |
| Kranti Kshetra                  | Raajiv Kumar               | Mithun Chakraborty, Pooja Bhatt, Harish | Action                          |
| Krantiveer                      | Mehul Kumar                | Nana Patekar, Dimple Kapadia, Atul Agnihotri, Mamta Kulkarni                                                                                             | Drama, Romance                  |
| Laadla                          | Raj Kanwar                 | Anil Kapoor, Sridevi, Raveena Tandon | Drama                           |
| Laqshya                         | Bhagwan Thakur             | Tinnu Anand, Kiran Kumar, Sujit Kumar |                                 |
| Madam X                         | Deepak Shivdasani          | Rekha, Mohsin Khan, Shakti Kapoor | Action, Crime, Drama, Thriller  |
| Madhosh                         | Vikram Bhatt               | Dilip Dhawan, Anjali Jatthar, Faisal Khan |                                 |
| Maha Shaktishaali               | K. Pappu                   | Dharmendra, Ayesha Jhulka, Anupam Kher |                                 |
| Main Khiladi Tu Anari           | Sameer Malkan              | Akshay Kumar, Saif Ali Khan, Shilpa Shetty, Raageshwari                                                                                                  | Action, Comedy                  |
| Mammo                           | Shyam Benegal              | Farida Jalal, Surekha Sikri, Amit Phalke | Drama                           |
| Mera Pyara Bharat               | Rama Rao Tatineni          | Tisca Chopra, Puneet Issar, Sharad S. Kapoor | Action                          |
| Mohabbat Ki Arzoo               | K.C. Bokadia               | Rishi Kapoor, Zeba Bakhtiar, Rakesh Bedi, Ashwini Bhave                                                                                                  | Action, Romance, Drama          |
| Mohra                           | Rajiv Rai                  | Sunil Shetty, Naseeruddin Shah, Akshay Kumar, Raveena Tandon, Paresh Rawal                                                                               | Action                          |
| Mr. Azaad                       | T. Ramarao                 | Anil Kapoor, Niki Aneja, Ishrat Ali | Action, Musical                 |
| Naaraaz                         | Mahesh Bhatt               | Mithun Chakraborty, Pooja Bhatt, Sonali Bendre, Atul Agnihotri                                                                                           | Action, Crime, Drama            |
| Nazar Ke Samne                  | Jagdish A. Sharma          | Akshay Kumar, Farheen, Ekta Sohini | Family                          |
| Paramaatma                      | Bapu                       | Mithun Chakraborty, Juhi Chawla, Amrish Puri | Action, Drama, Fantasy          |
| Patang                          | Goutam Ghose               | Shabana Azmi, Shafiq Syed, Om Puri | Drama                           |
| Pathreela Raasta                | Ajay Kashyap               | Dimple Kapadia, Varsha Usgaonkar, Sadashiv Amrapurkar | Action                          |
| Pehla Pehla Pyar                | Manmohan Singh             | Rishi Kapoor, Tabu, Anupam Kher | Drama, Crime, Action, Comedy    |
| Prem Shakti                     | Shibu Mitra                | Govinda, Karisma Kapoor, Shakti Kapoor | Action, Drama, Fantasy, Romance |
| Prem Yog                        | Rajeev Kumar               | Rishi Kapoor, Madhoo, Shammi Kapoor | Drama, Family                   |
| Pyar Ka Rog                     |                            | Ravi Behl, Bindu | Comedy, Romance                 |
| Raat Ke Gunaah                  |                            | Archana Singh, Shekhar Suman |                                 |
| Raja Babu                       | David Dhawan               | Karishma Kapoor, Govinda, Shakti Kapoor, Kader Khan, Prem Chopra                                                                                         | Comedy                          |
| Saajan Ka Ghar                  | Surendra Kumar Bohra       | Rishi Kapoor, Juhi Chawla, Deepak Tijori | Drama, Family                   |
| Saboot Mangta Hain Kanoon       | Suraj Prakash              | Raj Babbar, Shashi Kapoor, Amjad Khan, Anita Raj | Action                          |
| Salaami                         | Shahrukh Sultan            | Ayub Khan, Samyukta, Roshini Jaffery | Adventure                       |
| Sangdil Sanam                   | Shomu Mukerji              | Salman Khan, Manisha Koirala |                                 |
| Sholay Aur Toofan               | N. Paryani                 | Kiran Kumar, Raaj Premi, Damini Priya |                                 |
| Stuntman                        | Deepak Balraaj Vij         | Avtar Singh Ahluwalia, Tinnu Anand, Ami Asthana | Action, Drama, Romance          |
| Teesra Kaun?                    | Partho Ghosh               | Mithun Chakraborty, Chunky Pandey, Somy Ali | Comedy, Drama, Thriller         |
| Tejasvini                       | N. Chandra                 | Deepak Malhotra, Vijayshanti, Charan Raj | Action, Drama, Family           |
| Thanedarni                      | Surinder Kapoor            | Shikha Swaroop |                                 |
| The Gentleman                   | Mahesh Bhatt               | Juhi Chawla, Chiranjeevi | Action                          |
| The Law                         | Sushama Shiromanee         | Ajay Devgn, Urmila Matondkar, Kiran Kumar | Action                          |
| Triyacharitra                   | Basu Chatterjee            | Om Puri, Rajeshwari Sachdev, Naseeruddin Shah | Drama                           |
| Two Brothers                    |                            | Juhi Chawla |                                 |
| Udhaar Ki Zindagi               | K.V. Raju                  | Jeetendra, Moushumi Chatterjee, Kajol |                                 |
| Ulfat Ki Nayee Manzilen         | K. Ravi Shankar            | Agha, Ramesh Deo, Seema Deo |                                 |
| Vaade Iraade                    | Kalpana Bhardwaj           | Aayuush Kumar, Mamta Kulkarni, Kulbhushan Kharbanda | Social                          |
| Vayu                            | Velu Viswanandhan          | |                                 |
| Vijaypath                       | Farogh Siddique            | Ajay Devgan, Tabu, Suresh Oberoi | Romance, Drama                  |
| Woh Chokri                      | Subhankar Ghosh            | Pallavi Joshi, Neena Gupta | Drama                           |
| Yaar Gaddar                     | Umesh Mehra                | Saif Ali Khan, Shweta, Somy Ali |                                 |
| Yeh Dillagi                     | Naresh Malhotra            | Akshay Kumar, Saif Ali Khan, Kajol | Romance                         |
| Yuhi Kabhi                      | Kumar Bhatia               | Tinnu Anand, Master Bhagwan, Kumar Bhatia | Comedy, Drama                   |
| Zaalim                          | Sikander Bharti            | Akshay Kumar, Madhoo | Action                          |
| Zakhmi Dil                      | Raju Subramanian           | Akshay Kumar, Ashwini Bhave, Ravi Kishan | Action, Romance                 |
| Zamane Se Kya Darna             | Bobby Raj                  | Sanjay Dutt, Raveena Tandon, Alok Nath | Family                          |
| Zid                             | Esmayeel Shroff            | Jay Mehta, Raageshwari, Mala Sinha |                                 |

## Legături externe
- Bollywood films of 1994 at the Internet Movie Database